# Shikomizue

A shikomizue (仕込み杖, literalmente "espada preparada")[carece de fontes?] é uma espada japonesa de lâmina reta especialmente produzida para ser acondicionada da tradição samurai, tendo semelhanças com um cajado ou uma bengala. 

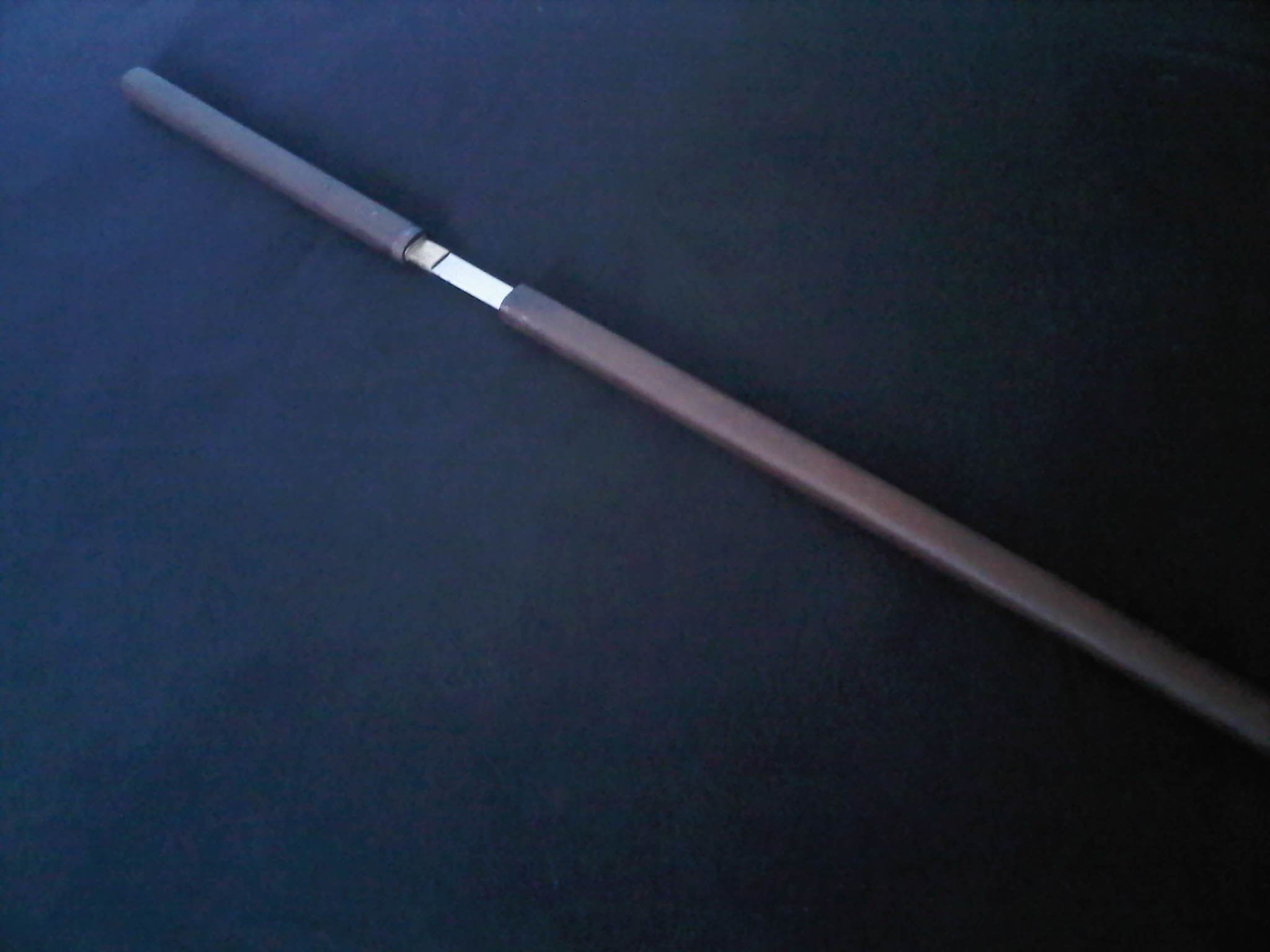
Campinas-20110324-00166

Após o término do Período Edo no Japão, da extinção da classe samurai e da adoção da política de proibição do porte de espadas em público houve a popularização da Shikomizue como símbolo de preservação dos antigos costumes, num cenário onde muitos samurai ficaram insatisfeitos com o fim dos antigos privilégios da classe.
Sua lâmina, mais fina e frágil do que a da katana acondicionada em um cajado era mais discreta, podendo ser usada em público sem levantar maiores suspeitas.

## Características
Entre as características da Shikomizue podemos notar que a lâmina também é de um tamanho relativamente menor comparada à lâmina de uma katana. A lâmina de uma Shikomizue tem por volta de 1.8 shaku (55 centímetros) de comprimento.
Essa espada também não possui "proteção de mãos", a tsuba.
Uma espada tão peculiar e aparentemente inferior possibilita uma aplicação mais apurada da técnica e da arte da espada, o kenjutsu.
Essa espada ficou famosa na ficção pelo personagem Zatoichi.